# Доппио
Доппио (итал. Doppio), Двойной эспрессо — кофейный напиток, готовящийся как двойная порция эспрессо с помощью кофейного фильтра или эспрессо-машины. Напиток выходит объёмом 60 мл. Doppio с итальянского означает «двойной».
Также «доппио» называют двойную порцию стандартного кофе (англ. standard double), в противоположность этому эспрессо — одинарная порция (итал. solo), и готовится он из максимального количества молотого кофе, который можно получить рычажными эспрессо-машинами.
Доппио ещё называют стандартным двойным из-за условий оценки качества эспрессо на соревнованиях бариста — четыре одинарных эспрессо готовятся с помощью двух двойных портафильтров.
В большинстве кафе за пределами Италии именно доппио является стандартной порцией. Но поскольку для порций соло нужна меньшая корзина портафильтра, то их часто готовят путём получения доппио в портафильтре с двумя носиками, но используют только один поток кофе (другой поток можно не использовать вообще или взять его для другого напитка).